# Michael Stoute
Sir Michael Ronald Stoute (né le 22 octobre 1945 à la Barbade) est un entraîneur britannique de chevaux de courses, spécialisé dans les courses de plat, membre du Hall of Fame des courses britanniques.

## Carrière
Fils du chef de la police de la Barbade, il quitte l'île en 1964 pour devenir à 19 ans l'assistant de l'entraîneur Pat Rohan, puis s'installe à son compte en 1972 et s'affirme, dans les années 1980, comme l'un des meilleurs entraîneurs anglais. Installé à Newmarket, son palmarès exceptionnel est orné de victoires sur tous les continents et dans les plus grandes courses : le prix de l'Arc de Triomphe, la Dubai World Cup, plusieurs épreuves de la Breeders' Cup, la Japan Cup, etc. Son palmarès classique est tout aussi riche : vainqueur de cinq Derby d'Epsom, il fut, avant l'émergence d'Aidan O'Brien, le seul entraîneur à avoir remporté au moins un classique durant cinq années consécutives. Michael Stoute fut tête de liste des entraîneurs à dix reprises (1981, 1986, 1989, 1994, 1997, 2000, 2003, 2005, 2006, 2009) et longtemps recordman des victoires lors du meeting Royal d'Ascot avec 82 succès. Entraîneur du mythique Shergar, il fut anobli par la reine d'Angleterre en 1998 et admis au Hall of Fame des courses britanniques en 2023, un an avant de prendre sa retraite. 

## Palmarès (courses deGroupe I)
Grande-Bretagne
- Derby d'Epsom – 6 – Shergar (1981), Shahrastani (1986), Kris Kin (2003), North Light (2004), Workforce (2010), Desert Crown (2022)
- Oaks – 2 – Fair Salinia (1978), Unite (1987)
- 2000 Guinées – 5 – Shadeed (1985), Doyoun (1988), Entrepreneur (1997), King's Best (2000), Golan (2001)
- 1000 Guinées – 2 – Musical Bliss (1989), Russian Rhythm (2003)
- St. Leger Stakes – 1 – Conduit (2008)
- Yorkshire Oaks – 9 – Fair Salinia (1978), Sally Brown (1985), Untold (1986), Hellenic (1990), Pure Grain (1995), Petrushka (2000), Islington (2002, 2003), Quiff (2004)
- Lockinge Stakes – 8 – Scottish Reel (1986), Safawan (1990), Soviet Line (1995, 1996), Medicean (2001), Russian Rhythm (2004), Peeress (2006), Mustashry (2019)
- Nassau Stakes – 7 – Triple First (1977), Optimistic Lass (1984), Kartajana (1990), Hawajiss (1994), Islington (2002), Russian Rhythm (2003), Favourable Terms (2004)
- King George VI and Queen Elizabeth Diamond Stakes – 6 – Shergar (1981), Opera House (1993), Golan (2002), Conduit (2009), Harbinger (2010), Poet's Word (2018)
- Eclipse Stakes – 6 – Opera House (1993), Ezzoud (1994), Pilsudski (1997), Medicean (2001), Notnowcato (2007), Ulysses (2017)
- International Stakes – 6 – Shardari (1986), Ezzoud (1993, 1994), Singspiel (1997), Notnowcato (2006), Ulysses (2017)
- Coronation Cup – 5 – Saddlers' Hall (1992), Opera House (1993), Singspiel (1997), Daliapour (2000), Ask (2009)
- Prince of Wales's Stakes – 4 – Hard Fought (1981), Stagecraft (1991), Poet's Word (2018), Crystal Ocean (2019)
- Falmouth Stakes – 4 – Royal Heroine (1983), Lovers Knot (1998), Integral (2014), Veracious (2019)
- Coronation Stakes – 3 – Milligram (1987), Exclusive (1998), Russian Rhythm (2003)
- July Cup – 3 – Marwell (1981), Green Desert (1986), Ajdal (1987)
- Cheveley Park Stakes – 3 – Marwell (1980), Gay Gallanta (1994), Regal Rose (2000)
- Queen Anne Stakes – 3 – Kalanisi (2000), Medicean (2001), No Excuse Needed (2002)
- Queen Elizabeth II Stakes – 3 – Shadeed (1985), Milligram (1987), Zilzal (1989)
- Sussex Stakes – 3 – Sonic Lady (1986), Zilzal (1989), Among Men (1998)
- Haydock Sprint Cup – 3 – Green Desert (1986), Ajdal (1987), Dream of Dreams (2020)
- Champion Stakes – 3 – Pilsudski (1997), Kalanisi (2000), Bay Bridge (2022)
- Fillies' Mile – 2 – Untold (1985), Red Bloom (2003)
- Nunthorpe Stakes – 2 – Blue Cashmere (1974), Ajdal (1987)
- Sun Chariot Stakes – 2 – Peeress (2005), Integral (2014)
- Ascot Gold Cup – 1 – Shangamuzo (1978)
- King's Stand Stakes – 1 – Marwell (1981)
- Golden Jubilee Stakes – 1 – Dafayna (1985)
- Dewhurst Stakes – 1 – Ajdal (1986)
- St. James's Palace Stakes – 1 – Shaadi (1989)
- Racing Post Trophy – 1 – Dilshaan (2000)
- Commonwealth Cup – 1 – Eqtidaar (2018)
- Diamond Jubilee Stakes – 1 – Dream of Dreams (2021)

 Irlande
- Irish Derby – 3 – Shergar (1981), Shareef Dancer (1983), Shahrastani (1986)
- Irish Oaks – 6 – Fair Salinia (1978), Colorspin (1986), Unite (1987), Melodist (1988), Pure Grain (1995), Petrushka (2000)
- 2.000 Guinées Irlandaises – 1 – Shaadi (1989)
- 1.000 Guinées Irlandaises – 1 – Sonic Lady (1986)
- Irish Champion Stakes – 2 – Cézanne (1994), Pilsudski (1997)
- Matron Stakes – 2 – Favourable Terms (2003), Echelon (2007)
- Tattersalls Gold Cup – 2 – Opera House (1992), Notnowcato (2007)
- Pretty Polly Stakes – 1 – Promising Lead (2008)

 France
- Prix de l'Arc de Triomphe – 1 – Workforce (2010)
- Prix de l'Opéra – 4 – Royal Heroine (1983), Bella Colora (1985), Petrushka (2000), Zee Zee Top (2003)
- Grand Prix de Saint-Cloud – 3 – Gamut (2004), Mountain High (2007), Spanish Moon (2009)
- Prix Royal-Oak – 2 – Allegretto (2007), Ask (2009)
- Prix de l'Abbaye de Longchamp – 1 – Marwell (1981)
- Prix du Moulin de Longchamp – 1 – Sonic Lady (1986)

 États-Unis
- Breeders' Cup Turf – 4 – Pilsudski (1996), Kalanisi (2000), Conduit (2008, 2009)
- Breeders' Cup Filly & Mare Turf – 3 – Islington (2003), Dank (2013), Queen's Trust (2016)
- Beverly D. Stakes – 1 – Dank (2013)
- Breeders' Cup Mile – 1 – Expert Eye (2018)

 Japon
- Japan Cup – 2 – Singspiel (1996), Pilsudski (1997)

 Émirats arabes unis
- Dubai World Cup – 1 – Singspiel (1997)
- Dubai Sheema Classic – 1 – Fantastic Light (2000)

 Allemagne
- Bayerisches Zuchtrennen – 2 – Greek Dance (2000), Linngari (2008)
- Grosser Preis Von Baden – 1 – Pilsudski (1996)

 Hong Kong
- Hong Kong Bowl – 1 – Soviet Line (1994)
- Hong Kong Vase – 1 – Daliapour (2000)

 Canada
- Canadian International Stakes – 3 – Singspiel (1996), Hillstar (2014), Cannock Chase (2015)
- E.P. Taylor Stakes – 1 – Ivor's Image (1986)

 Italie
- Oaks d'Italie – 2 – Ivor's Image (1986), Melodist (1988)